# J-Rock
J-Rock (jap. ジェイロック jeirokku), als Kurzform für Japanese Rock Music oder Japan Rock benutzt, ist die in Japan übliche Bezeichnung für einheimische Rockmusik.

## Begriff
Außerhalb Asiens wird unter den Abkürzungen J-Rock und J-Pop in den meisten Fällen alles zusammengefasst, was an moderner japanischer Musik Europa und Amerika erreicht.
Die Japaner selbst unterscheiden aber nicht unbedingt nach diesen Begriffen, da diese eher westlich geprägt und festgelegt sind. Das Klangrepertoire vieler japanischer Bands umfasst im Vergleich zu europäischen oder amerikanischen häufig mehrere Stile. Angefangen bei Balladen, über Pop-, Rock- und Metal-Elemente bis hin zu klassischer Musik kommen zahlreiche weitere Komponenten zum Einsatz, die von Album zu Album, wenn nicht sogar von Lied zu Lied alternieren und eine eindeutige Stildefinition nahezu unmöglich machen. Nicht selten werden sogar verschiedene Stilrichtungen in einem Lied vereint.
Dennoch lassen sich viele Bands zumindest auf der Grundlage des allgemeinen Verständnisses für Rock- und Popmusik den Rubriken J-Pop oder J-Rock zuordnen. Oft hat J-Rock Shred-Elemente mit vielen komplizierten, hohen und schnellen Gitarrensoli.

## Geschichte
Neben der traditionellen Enka-Musik, Schlager-Balladen, die seit der späten Meiji-Zeit (spätes 19. Jahrhundert) populär sind, entwickelte sich unter Einfluss westlicher Musikgruppen die moderne japanische Musik Kayōkyoku. Dieser Begriff dient als Oberbegriff für heutige Musikrichtungen in Japan.
Die Entwicklung der japanischen Rockmusik geht neben Einflüssen bedeutender internationaler Musiker wie Bob Dylan, Jimi Hendrix, den Beatles, den Rolling Stones oder Led Zeppelin vor allem auf die Einführung des Psychedelic Rock in den 1960er Jahren durch amerikanische und britische Bands in Japan zurück. Dort wurde er aufgegriffen und in eine andere Richtung weiterentwickelt, da japanische Musiker wie Kosugi Takehisa, Keiji Haino oder Nanjo Asahito drogenfrei sein wollten, im Gegensatz westlichen Interpreten, die häufig Drogen konsumierten.
Am Anfang der japanischen Musik stand das Imitieren der Musik ihrer westlichen Vorbilder. Es bildeten sich Gruppen wie The Golden Cups, The Tempters, The Mops, The Dynamites und Jacks, deren Songs Karappo No Sekai und Marianne die ersten Veröffentlichungen des psychedelischen Rocks in Japan waren. Genauso wie in den USA und Großbritannien war die Musik mit Studentenbewegungen verbunden, Vorreiter-Band waren dabei Les Rallizes Dénudés und Taj Mahal Travellers sowie Lost Aaraaff.
In den 1970er Jahren differenzierte sich die Musikszene immer mehr. Magical Power Mako war die bekannteste Interpretin des Folk Rock, berühmt wurden die Songwriter Tomokawa Kazuki und Mikami Kan. Auch radikalere Musikrichtungen wie der Progressive Rock waren mit den Bands After Dinner, YB02, Kenso und Koenji Hyakkei auf dem Vormarsch.
Seit Anfang der 1980er Jahre entstanden in Japan nach und nach auch andere Musikrichtungen, die sich an ihren westlichen Vorbildern orientieren, wie Japanoise mit Projekten wie Merzbow und Hijokaidan oder Gothic Rock, mit Gruppen wie Phaidia, Gara und Nubile, sowie der japanische Alternative Rock.
Parallel zur sich weiterhin vergrößernden Rockszene entstand in den 1980er Jahren ein eigener japanischer Stil, der nach dem Motto Psychedelic Violence – Crime of Visual Shock der Band X (später X Japan), die diesen Stil populär machte, später als Visual Kei bezeichnet wurde. Visual Kei bezeichnet keinen eigenen Musikstil, sondern die Einbindung von Musik in einem ästhetischen Gesamtkonzept, das sich hauptsächlich in der Optik und Bühnenshow, aber auch in den Texten, Plakaten und Covers etc. widerspiegelt. Unter diesem Begriff werden daher Bands vieler Musikrichtungen zusammengefasst, wobei jedoch der Hauptanteil bei den harten und alternativen Stilen liegt. Merkmal der Visual Kei Bands ist, dass sie optisch als auch musikalisch sehr experimentierfreudig sind, viele Musikrichtungen miteinander vermischen und nicht selten traditionelle japanische Einflüsse einbeziehen. Dieser Stil ist seit seinem Entstehen ständigen Änderungen unterworfen. Waren die ersten Bands wie X oder Luna Sea in ihren Anfängen musikalisch noch sehr am Hardrock orientiert, kreierten spätere Bands wie Malice Mizer, Due le quartz, Psycho le Cému, Supercar, Lareine oder Madeth gray'll eine fülle neuen Sounds. Ihnen blieb internationale Aufmerksamkeit jedoch verwehrt, erst die neueren Bands wie Dir en grey, D’espairsRay, The Gazette, MUCC oder Künstler wie Miyavi schafften es nach Europa und Amerika.
Die einheimische japanische Musikproduktion steht seit ihrem Entstehen immer in starker Konkurrenz zu internationalen Stars, die auch in Japan sehr beliebt sind. Trotzdem ist die japanische Rockszene unaufhaltsam gewachsen und es gibt eine Fülle an Sängern, Sängerinnen und Bands, die kaum überschaubar ist. Zu den erfolgreichsten gehörten oder gehören beispielsweise An Cafe, D=OUT, L'Arc~en~Ciel, LM.C, Pierrot, Vidoll und Girugamesh. Außerdem kristallisierten sich im Visual Kei verschiedene Richtungen wie Oshare Kei oder Angura Kei heraus.
Mit den Möglichkeiten des Internets und der zunehmenden weltweiten Vermarktung japanischer Artikel der Populärkultur wie Manga (japanische Comics) und Anime in den 1990er Jahren, haben vor allem seit der Jahrtausendwende japanische Stars erstmals geschafft, sich einen Namen in Europa und Amerika zu machen. Zunächst als Geheimtipps unter Manga- und Anime-Fans, traten Bands vor allem des Visual Kei-Stils auf Fan-Treffen auf. Die Band Tokyo Ska Paradise Orchestra trat als erste japanische Band seit langem im August 2004 in Europa auf. Die Indie-Band Blood machte den Anfang im September 2004 in Deutschland. Es folgten Konzerte von den erfolgreichen japanischen Visual Kei- bzw. Rockbands D’espairsRay und The Gazette. Seitdem wird Europa konstant von Bands aus Asien besucht, was zunehmend die Aufmerksamkeit der Medien mit sich bringt. Auch die USA sind ein zunehmend offener Markt, dort spielten namhafte Bands wie Dir en grey und L'Arc~en~Ciel.

## Vermarktung
In den 1960er Jahren bestand das größte Problem einheimischer Künstler in den international nicht konkurrenzfähigen Produktionspreisen. Westliche Unternehmen konnten Schallplatten so billig produzieren, dass Herstellung, Verschiffung, Zoll und der Verdienst der Zwischenhändler immer noch unter dem japanischen Grundpreis für die Platten lagen. Die Lage der Japaner besserte sich erst, als die Musikindustrie Maßnahmen ergriff.

## Visual Kei
Visual Kei ist eine Stilrichtung vor allem innerhalb der japanischen Independent-Szene und wurde von Bands wie X Japan, Malice Mizer und Dir en grey populär gemacht.
Im Visual Kei gibt es keinen festen Look, den Künstlern sind beim Aussehen keine Grenzen gesetzt – erlaubt ist, was gefällt. Die verschiedensten modischen Elemente wie Punk, New Romantic und Gothic, aber auch stilisierte Schuluniformen und Fantasiekostüme werden miteinander kombiniert. Auch Crossdressing ist bei den überwiegend androgyn wirkenden männlichen Musikern keine Seltenheit.
Visual Kei ist nicht statisch, sondern verändert sich mit jedem Auftritt. Die Musiker hüllen sich zudem über ihre Biografien gern in Schweigen oder geben fiktive Daten an, um ein undurchschaubares und wandelbares Image aufrechtzuerhalten.

## Major- und Independent-Labels
Ob eine Band als „Indie“ oder als „Major“ bezeichnet wird, hängt davon ab, unter welchem Plattenlabel sie produziert wird. Die meisten Rockbands haben einen Vertrag mit großen japanischen Plattenlabeln, die zu den vier großen Major-Labeln gehören.
Die Karriere beginnt entweder über Beziehungen oder über das Einsenden von Demo-Tapes, die teilweise auch als Erstes in kleiner Stückzahl zum Verkauf angeboten werden. Gute Bands werden dann gewöhnlich von einem Manager oder Managerin unter einem Indie-Label produziert. Hat eine Indie-Band genug Anerkennung und Fans gesammelt, erhält sie ein Angebot von einem bekannteren Label und darf als „Major“ bezeichnet werden.
Manche Labels vertreiben auch beide Arten von Bands und wiederum andere sind die eigenen Labels großer Künstler. Außerdem gibt es Major-Bands, die erfolgversprechende Indie-Bands in ihre Obhut nehmen.
Vor allem in der Visual-Kei-Szene haben sich Indie-Bands zwischenzeitlich fast zu einem eigenen Genre entwickelt, das sich auf Clubs und auf kleinere Veranstaltungen beschränkt, anstatt auf großen Bühnen, wie dem sehr wichtigen Shibuya AX, dem Tokyo Dome und dem Budokan, zu spielen.
Nicht alle Bands haben ein Interesse daran, ein „Major“-Act zu werden, da sie sich auch im Indie-Bereich einen Namen machen können und ein Wechsel zu einem Major oft einen Stilbruch nach sich zieht (ein Major vermarktet zumeist kommerzielle, massentaugliche Musik). Erleichtert wird dies dadurch, dass sich die Vermarktung auch daran angepasst hat. Es gibt spezielle Clubs oder Veranstaltungsorte, Modezeitschriften und Geschäfte, die sich darauf eingerichtet haben.
In Japan gibt es zudem Billig-Labels, die Bands fördern, die sowohl Musik als auch Aussehen bekannter Künstler imitieren, um damit Geld zu verdienen.
In Europa und Amerika vertreibt das September 2004 gegründete japanische Indie-Label Free Will japanische Musik einiger ausgewählter Bands in Europäischen Sondereditionen, mit übersetzten Texten und zu europäischen Preisen.

## Texte
Die Texte der Lieder sind so vielfältig wie die Stilrichtungen. Häufig sind die Texte der Songs sehr poetisch oder sogar dem Muster traditioneller japanischer Poesie (Haiku) nachempfunden (z. B. Silbenzahl 7;5). Oft kann man natürlich Liebessongs und unverblümte Lieder über Sex, wie das Lied „Vanilla“ von Gackt, finden. Viele Sänger nehmen dabei kein Blatt vor den Mund und kreieren sehr eindeutige Bilder. Andererseits gibt es auch sehr unsinnige und komische Texte.
Auffällig ist, dass die meisten Liedtexte vom jeweiligen Sänger der Band geschrieben werden, der es sozusagen als seine Aufgabe oder sein Privileg ansieht, diese Rolle in der Gruppe zu übernehmen, auch wenn ein anderer die Musik komponiert hat. Zudem reimen sich die Zeilen der Lieder vergleichsweise selten, was sich auf die japanische Lyriktradition zurückführen lässt, in der Reime nicht üblich waren.
Es gibt, wie auch in der modernen japanischen Sprache selbst, kaum Texte, die nicht von Fremdsprachen beeinflusst sind. Der größte Einfluss kommt vom Englischen, mitunter fließen jedoch auch deutsche, französische, manchmal russische Worte oder Satzfetzen in die Lieder ein. Meist handelt es sich dabei nur um Phrasen oder Worte. Viele Lieder tragen fremdsprachige oder in Teilen fremdsprachige Titel, selbst wenn sie komplett in Japanisch gehalten sind. Lieder, die komplett in einer Fremdsprache gesungen werden, sind eher selten. Dies mag auch mit den zuweilen recht schlechten Fremdsprachenkenntnissen der Textschreiber oder Sänger zusammenhängen. Von englischsprachigen Fans wird dieses oft schwer verständliche Englisch auch „Engrish“ genannt. Eine der wenigen Ausnahmen bildet da Ellegarden, eine Band, welche sich mit ihren oft vollständig in fast akzentfreien Englisch gesungenen Texten stark von der Masse abhebt und vor allem in den USA viele Anhänger gefunden hat.

## Verkauf und Fangemeinde
J-Rock-Musiker sind ein alltäglicher Anblick in der japanischen Medienwelt. Das Ausmaß erreicht vielleicht nicht das des J-Pops, aber dennoch kennt die Vermarktung der Künstler immer noch eine für die westliche Welt unerreichte Dimension.
Besonders unter Fans des Visual Kei findet sich ein Phänomen namens Cosplay. Der Name setzt sich aus „Costume“ (engl. für Kostüm) und „Play“ (engl. für Spiel) zusammen. An bestimmten Orten in großen Städten, zu Auftritten der Künstler und auf Fantreffen kostümiert man sich möglichst naturgetreu nach dem Vorbild seiner Idole – je komplizierter das Kostüm, desto besser. Manche Künstler sind bereits dazu übergegangen, ihre Kostüme so detailliert zu gestalten, dass eine perfekte Imitation unmöglich ist.
Andere haben wiederum einen eigenen Stil erfunden, wie zum Beispiel den der „Gothic Lolita“ – ein mädchenhaft-süßer, und doch dunkler Kleider-Stil mit viel schwarzer Spitze und meist Plateau- und Handschuhen. Gothic Lolitas laufen angeblich auch täglich auf den Straßen der Städte herum und lassen sich gegen Geld mit Touristen fotografieren. Der eigentliche Trend stammt jedoch nicht aus einer Modewelle, sondern von einem Gitarristen namens Mana (Malice Mizer, Moi dix Mois), der den Stil für seine eigene Kostümierung erfunden hat und inzwischen in einem eigenen Laden vertreibt.
Wie Mana haben auch andere Musiker Designer-Fähigkeiten: Die Kostüme des Visual Kei werden von den Musikern selbst entworfen und nach ihren Wünschen gefertigt. Aber auch gewöhnliche J-Rock- und J-Pop-Künstler designen Krawatten, Gitarrenmodelle und sogar Unterhosen.
Die Ware dient dem Merchandising und der Promotion sowie des künstlerischen Ausdrucks. Wie auch in der westlichen Kultur gibt es in Japan eigene, regelmäßig erscheinende Genremagazine, wie Vicious oder Fool’s Mate, die Interviews und Fotos der Stars bieten. Wichtig sind die Des Weiteren gibt es in Japan eine Reihe Musiksendungen wie „HotWave“, „Bee Friday“, „Pink Paparazzi“ oder „Musik Station“, bei denen Stars auftreten, Interviews geben, Spiele mitspielen müssen oder auch neue Songs live spielen. Auch gibt es etliche Fernsehkanäle, auf denen Videoclips zu den Singles ausgestrahlt werden. In der großen Masse der Radioshows haben einige Stars eigene Sendungen oder moderieren diese.
Natürlich hat Japan auch seine eigenen Charts. Die wichtigsten und meistzitierten Tabellen für J-Rock und J-Pop sind dabei die „Oricon Charts“, die den Erfolg einer Gruppe oder eines Künstlers am Verkauf seiner Ware messen.
Dazu kommen Werbeverträge und eine Ausbreitung auf andere Gebiete, die die Musiker nutzen, um ihrer Kunst auch auf andere Weise Ausdruck zu verleihen. Man findet ihre Stimmen in Anime-Vertonungen wieder oder als Models auf Hochglanzmagazinen, liest ihre Biographien oder hört sich ihre Vertonungen fremder Bücher an. 2003 entstand der Film MoonChild mit zwei der in Japan bekanntesten Sänger: Gackt, einem Pop-Idol Japans, und Hyde, dem Lead-Sänger der Band L'Arc~en~Ciel. Dieser Film behandelt eine moderne Vampirgeschichte und wurde von Gackt als Teil eines großen Projekts selbst geschrieben.
Am wichtigsten für die Promotion ist vermutlich die Produktion von Musikvideos der Singles für Sender wie das Japanische MTV. Sie werden „Promotion Video“ – kurz PV – genannt und fallen mindestens so vielfältig aus wie die Videos, die in Deutschland auf „Viva“ und „MTV“ zu sehen sind bzw. waren.
Man sieht also, dass J-Rock und J-Pop ein weites Gebiet umfassen, das an Form und Vielfalt der westlichen Musikkultur stark ähnelt und teilweise auch über sie hinausgeht.

## Bekannte J-Rock-Gruppen/-Sänger
- Asian Kung-Fu Generation
- An Cafe
- B’z
- Band-Maid
- B-Dash
- Boøwy
- Buck-Tick
- COBRA
- Dir en grey
- Electric Eel Shock
- Flow
- Flumpool
- Gackt
- Galneryus
- Girugamesh
- Glay
- Guitar Wolf
- hide
- High and Mighty Color
- Hyde
- Ikimono Gakari
- Kana
- Kōji Wada
- L'Arc~en~Ciel
- Luna Sea
- Mardelas
- Matenrou Opera
- Maximum the Hormone
- Metronome
- Mucc
- Nightmare
- One Ok Rock
- Polysics
- Radwimps
- Shiina Ringo
- Shonen Knife
- Supercar
- LM.C
- the 5.6.7.8's
- The Back Horn
- The Black Mages
- The Blue Hearts
- The GazettE
- The High-Lows
- TM Revolution
- Triceratops
- Yoshiki Hayashi
- Yousei Teikoku
- X Japan